# Русское Коломасово
Русское Коломасово — село Ковылкинского района Республики Мордовия в составе Мордовско-Коломасовского сельского поселения. 

## География
Находится на расстоянии примерно 17 километров по прямой на восток от районного центра города Ковылкино.

## История
Возникло в середине XVII века из русской православной общины, жившей вместе с некрещеной мордвой в деревне Мордовское Коломасово и отселенной в новое место.  Первая церковь в селе была деревянной. Вторая, Никольская, построенная в 1783 году – тоже деревянная. В начале XX века вместо прежней была возведена новая каменная Никольская церковь. В 1869 году учтено как казенное село Наровчатского уезда из 143 дворов.

## Население
Постоянное население составляло 27 человек (русские 100%) в 2002 году, 21 в 2010 году .